# Ztracené kameny
Ztracené kameny (również Pece ; historyczna nazwa niem. Hörndelstein) – szczyt o wysokości 1251 m n.p.m., będący formacją skalną w paśmie górskim Wysokiego Jesionika (cz. Hrubý Jeseník), w północno-wschodnich Czechach, w Sudetach Wschodnich, na Morawach, w obrębie gminy Vernířovice, oddalony o około 8,5 km na południowy zachód od szczytu góry Pradziad (cz. Praděd), leżący na jego głównym grzbiecie (grzebieniu), pomiędzy szczytami Pec i Ztracené skály. Rozległość szczytu wraz ze stokami (powierzchnia stoków) szacowana jest na około 1,1 km², a średnie nachylenie wszystkich stoków wynosi około 16°.

## Historia
Ze szczytem Ztracené kameny związanych jest parę legend ludowych. Jedna z nich głosi, że szczyt powstał w wyniku działania sił diabelskich, które wysypem kamieni uniemożliwiły powstanie następnych szczytów grzbietowych góry Pradziad. Kolejna z nich głosi, że kamienie te wysypał ów diabeł ze swoich butów w gonitwie za pewnym rolnikiem.
Obok szczytu przebiega trasa maratonu o nazwie (cz. Jesenický maraton) organizowanego od 2008 roku na trasie Ramzová – Skřítek.

## Charakterystyka

### Lokalizacja
Szczyt Ztracené kameny położony jest w południowym rejonie całego pasma Wysokiego Jesionika, leżący w części Wysokiego Jesionika, w południowo-zachodnim obszarze (mikroregionu) o nazwie Masyw Pradziada (cz. Pradědská hornatina) oraz usytuowany na jego grzbiecie głównym (grzebieniu), ciągnącym się od przełęczy Červenohorské sedlo do przełęczy Skřítek. Szczyt leżący niemalże na końcu grzbietu głównego góry Pradziad, około 2,2 km na północny wschód od przełęczy Skřítek jest z daleka słabo rozpoznawalny. Jedynie podążając ścieżką główną, ciągnącą się wzdłuż tego grzbietu można go z bliższych odległości rozpoznać i zlokalizować. Jest szczytem niewidocznym m.in. z drogi okalającej połać szczytową góry Pradziad (szczyt przysłonięty przez kopułę szczytu góry Břidličná hora), a z innego charakterystycznego punktu widokowego – z drogi okalającej szczyt góry Dlouhé stráně jest trudno dostrzegalny i rozpoznawalny (szczyt łatwo pomylić z sąsiednim szczytem Ztracené skály czy nawet Pec). 
Szczyt wraz ze stokami ograniczają: od północnego wschodu mało wybitna przełęcz o wysokości 1245 m n.p.m. w kierunku szczytu Pec, od zachodu dolina potoku o nazwie Ztracený potok, od południowego zachodu mało wybitna przełęcz o wysokości 1149 m n.p.m. w kierunku szczytu Ztracené skály oraz od południowego wschodu część doliny potoku Splavský potok. W otoczeniu szczytu Ztracené kameny znajdują się następujące szczyty: od północnego wschodu Pec, od południowego wschodu Ostružná i Zelené kameny, od południowego zachodu Ztracené skály, od zachodu Svobodínská paseka–V (szczyt leży w paśmie Hanušovická vrchovina), od północnego zachodu Jestřábí vrch–JZ, Jestřábí vrch i Špičák oraz od północy Břidličná hora–SZ.

### Szczyt

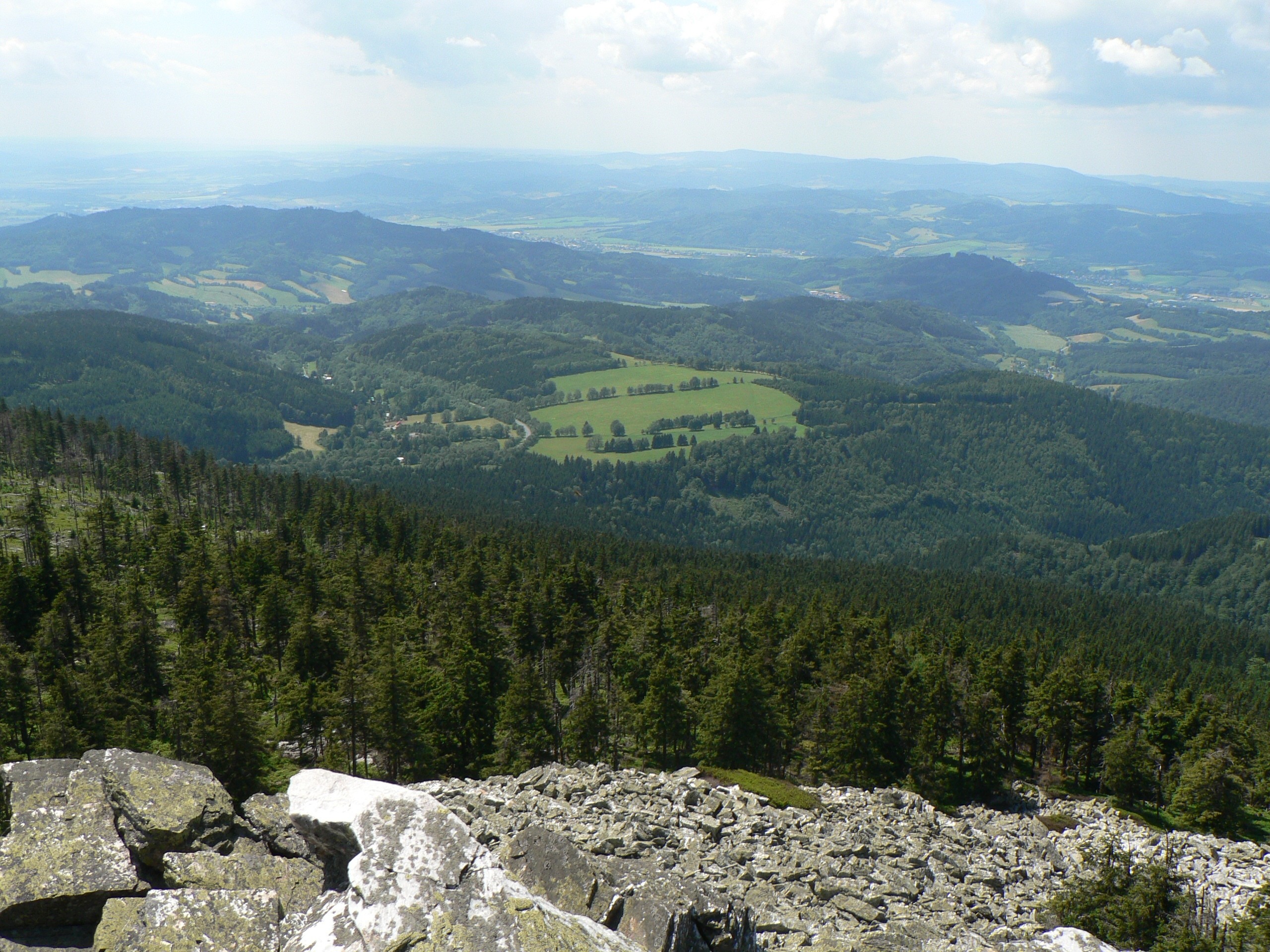
Widok ze szczytu Ztracené kameny w kierunku południowo-zachodnim (2007 rok)

Szczyt jest formacją skalną złożoną z bloków z białego, dewońskiego kwarcytu w postaci rozległego rumowiska skalnego, tworzącego spiętrzenie o przybliżonych wymiarach (długość × szerokość × wysokość = 24 × 13,5 × 8) m, która spoczywa na polu o powierzchni około 9000 m². Połać szczytowa jest punktem widokowym, z którego rozpościerają się perspektywy w kierunku sąsiednich szczytów oraz m.in. pasma o nazwie Hanušovická vrchovina, okolicy miejscowości Šumperk czy Masywu Śnieżnika (cz. Králický Sněžník). Rumowisko położone jest wśród znacznie przerzedzonego boru świerkowego oraz pokryte częściowo bardzo popularną rośliną Wysokiego Jesionika, a mianowicie borówką czarną. Przez połać szczytową przebiega ścieżka główna, na której wytyczono zielony szlak turystyczny . Przy szlaku tym zlokalizowano przystanek turystyczny o nazwie (cz. Ztracené kameny), z podaną na tablicy informacyjnej wysokością 1250 m. Na połaci szczytowej nie ma punktu geodezyjnego . Państwowy urząd geodezyjny o nazwie (cz. Český úřad zeměměřický a katastrální (CÚZK)) w Pradze podaje jako najwyższy punkt – szczyt – o wysokości 1250,7 m n.p.m. i współrzędnych geograficznych (50°00′58,1″N 17°10′28,8″E/50,016139 17,174667).  

### Stoki
W obrębie szczytu można wyróżnić trzy następujące zasadnicze stoki:
- zachodni, ciągnący się od szczytu do doliny potoku Ztracený potok
- południowo-zachodni, ciągnący się od szczytu do przełęczy w kierunku szczytu Ztracené skály
- południowy, ciągnący się od szczytu do doliny potoku Splavský potok

Występują tu wszystkie typy zalesienia: bór świerkowy, las mieszany oraz las liściasty, przy czym zdecydowanie dominuje zalesienie borem świerkowym. Stoki pokryte są w większości borem świerkowym, natomiast wraz z obniżaniem wysokości na stokach zachodnim i południowym pojawiają się obszary pokryte lasem mieszanym, a na stoku zachodnim nawet obszary pokryte lasem liściastym. Stoki te charakteryzują się znaczną zmiennością wysokości zalesienia, z występującymi na nich przerzedzeniami, polanami oraz nieznacznymi ogołoceniami. Na stokach zachodnim i południowo-zachodnim występuje tzw. Kamienne morze, obszary pokryte gruzem skalnym, powstałym na skutek działania erozji. Na stokach brak jest większych skalisk lub grup skalnych.
Stoki mają stosunkowo jednolite i zróżnicowane nachylenia. Średnie nachylenie stoków waha się bowiem od 8° (stok południowo-zachodni) do 20° (stok zachodni). Średnie nachylenie wszystkich stoków (średnia ważona nachyleń stoków) wynosi około 16°. Maksymalne średnie nachylenie u podnóża stoku zachodniego w pobliżu płynącego potoku Ztracený potok na odcinku 50 m nie przekracza 35°. Stoki pokryte są siecią dróg oraz na ogół nieoznakowanych ścieżek i duktów. Przemierzając je zaleca się korzystanie ze szczegółowych map, z uwagi na zawiłości ich przebiegu, zalesienie oraz zorientowanie w terenie.

### Geologia
Pod względem geologicznym Ztracené kameny ze stokami należą do jednostki określanej jako warstwy vrbneńskie i zbudowane są ze skał metamorficznych, głównie z: fyllitów (biotytów, muskowitów i chlorytów), fyllonitów, łupków metamorficznych (grafitu), łupków zieleńcowych, gnejsów, kwarcytu oraz skał osadowych, głównie meta-zlepieńców.
Polscy naukowcy (m.in. dr Iwona Stan-Kłeczek (Katedra Geologii Stosowanej Uniwersytetu Śląskiego w Katowicach) oraz dr Maciej Kania (Instytut Nauk Geologicznych Uniwersytetu Jagiellońskiego w Krakowie)) przeprowadzili w 2016 roku, w obrębie formacji skalnej Ztracené kameny cykl badań geofizycznych w celu określenia struktury i grubości warstwy kwarcytowej (m.in. badania techniką tomografii refrakcyjnej (SRT) czy metodą elektrooporową (ERT)).

### Wody

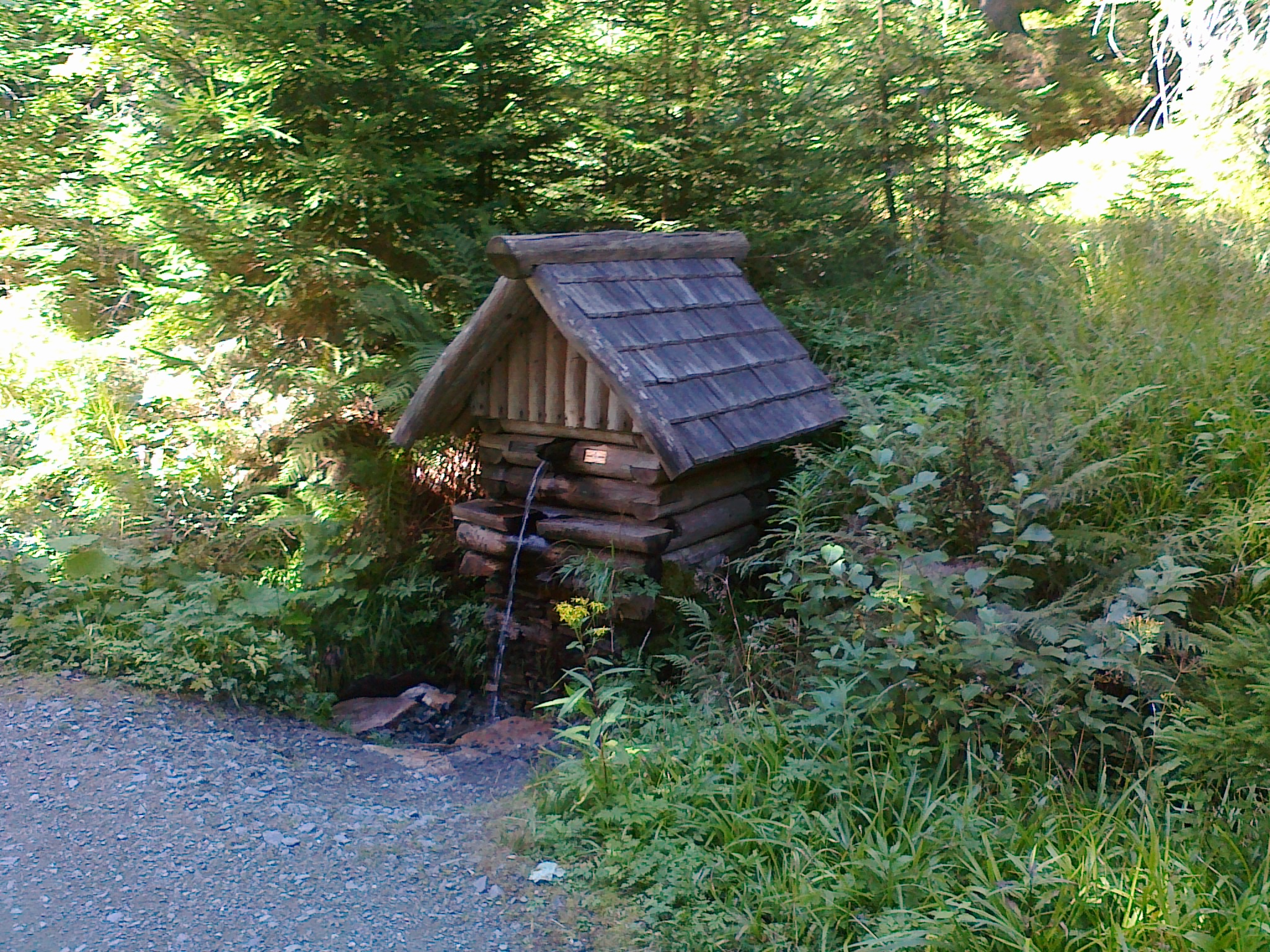
Źródło o nazwie Studánka Pod Ztracenými kameny (2021 rok)

Grzbiet główny (grzebień) góry Pradziad, biegnący od przełęczy Skřítek do przełęczy Červenohorské sedlo oraz dalej do przełęczy Ramzovskiej (cz. Ramzovské sedlo) jest częścią granicy Wielkiego Europejskiego Działu Wodnego, dzielącej zlewiska Morza Bałtyckiego i Morza Czarnego . 
Szczyt wraz ze stokami leży na tej granicy, na zlewiskach Morza Bałtyckiego (dorzecze Odry) na stoku południowym oraz Morza Czarnego (dorzecze Dunaju) na stoku zachodnim. Na stoku południowym, w odległości około 500 m na południe od szczytu, na wysokości około 1098 m n.p.m., przy żółtym szlaku turystycznym  występuje źródło o nazwie (cz. Studánka Pod Ztracenými kameny). W obrębie stoków nie występują m.in. wodospady czy kaskady.

## Ochrona przyrody
Połać szczytowa i znaczna część wszystkich stoków od wysokości mniej więcej (1015–1095) m n.p.m. w górę znajdują się w obrębie rezerwatu przyrody Břidličná (→ Ztracené skály), utworzonego 19 marca 2008 roku o powierzchni około 652 ha, będącego częścią wydzielonego obszaru objętego ochroną o nazwie Obszar Chronionego Krajobrazu Jesioniki (cz. Chráněná krajinná oblast (CHKO) Jeseníky), a utworzonego w celu ochrony utworów skalnych, ziemnych i roślinnych oraz rzadkich gatunków zwierząt.
Wzdłuż grzbietu głównego wytyczono w 2009 roku ścieżkę dydaktyczną (cz. Naučná stezka Po hřebenech – světem horských luk) o długości 12 km na odcinku:
 Ovčárna – Skřítek (z 12 stanowiskami obserwacyjnymi na trasie)

## Turystyka
W obrębie szczytu i stoków nie ma żadnego schroniska turystycznego lub hotelu górskiego. W odległości około 2,3 km na południowy zachód od szczytu, koło przełęczy Skřítek, przy drodze nr 11 znajduje się restauracja Skřítek oraz parking. Do miejscowości Vernířovice z bazą pensjonatów jest od szczytu około 3,6 km na północny zachód, a do bazy hoteli górskich blisko góry Pradziad jest około 7,5 km na północny wschód. 
Kluczowym punktem turystycznym jest oddalone o około 1 km na południowy zachód od szczytu skrzyżowanie turystyczne o nazwie (cz. Pod Ztracenými kameny) z podaną na tablicy informacyjnej wysokością 1100 m, przy którym ustawiono wiatą turystyczną oraz przez które przechodzą szlaki turystyczne, szlak rowerowy, ścieżka dydaktyczna i trasy narciarstwa biegowego. 

### Szlaki turystyczne
Klub Czeskich Turystów (cz. Klub Českých Turistů) wytyczył w obrębie szczytu i stoków dwa szlaki turystyczne na trasach:
 Skřítek – Ztracené skály – szczyt Ztracené kameny – szczyt Pec – szczyt Pecný – góra Břidličná hora – Jelení studánka – góra Jelení hřbet – przełęcz Sedlo nad Malým kotlem – góra Velký Máj – U Františkovy myslivny – góra Zámčisko–S – Zámčisko–SZ – U Kamenné chaty
 Skřítek – Ztracené skály – Zelené kameny – przełęcz Mravenčí sedlo – góra Jelenka – przełęcz Sedlo pod Jelení studánkou – Jelení studánka – góra Břidličná hora – Čertova stěna – góra Špičák – Vernířovice – Sobotín
Czeski portal internetowy poświęcony turystyce o nazwie (turistika.cz) proponuje okrężną trasę łączoną, przebiegającą różnymi szlakami turystycznymi o następującym przebiegu: Skřítek – Ztracené kameny – Pecný – Jelení studánka – Alfrédka – Skřítek. Z kolei portal (sumperk.cz) proponuje inną okrężną trasę łączoną o następującym przebiegu: Skřítek – Ztracené kameny – Jelení studánka – Čertova stěna – Kosaře – dolina potoku Merta – Sobotín – Klepáčov – Skřítek.

### Szlaki rowerowe i trasy narciarskie
Na stoku zachodnim wyznaczono dwa szlaki rowerowe, które łączą się na skrzyżowaniu turystycznym (cz. U Bochnerovy boudy), na trasach: 
 Pod Ztracenými kameny – góra Pecný – góra Špičák – góra Jestřábí vrch – przełęcz Branka – góra Homole – góra Vřesník – Kozí hřbet – góra Čepel – Uhlířská cesta
 U Bochnerovy boudy – Pec – Ztracené kameny – Ztracené skály – Klepáčov – dolina potoku Ztracený potok – Vernířovice – dolina potoku Kamenitý potok – Sedmidvory – góra Rudná hora – przełęcz Vlčí sedlo – góra Čepel – Pod Vlčím sedlem
W okresach ośnieżenia wzdłuż szlaków turystycznych i rowerowych przebiegają trasy narciarstwa biegowego, m.in. o nazwie tzw. (cz. Jesenická magistrála). Na stokach nie wytyczono żadnej trasy narciarstwa zjazdowego.